# Charlotte Fränkel
Pour les articles homonymes, voir Fränkel.
Charlotte Fränkel, née le 25 aout 1880 à Berlin (Allemagne) où elle est morte le 7 décembre 1933, est un archéologue classique allemande.

## Biographie
Fille du philologue classique Max Fränkel, sœur du philologue classique Hermann Fränkel (en), elle est élève d'Helene Lange et est diplômée du Luisengymnasium Berlin (de) le 29 octobre 1900. Durant l'hiver 1900-1901, elle étudie la philologie classique et l'archéologie aux universités de Berlin et de Bonn.
Le 30 novembre 1911, elle soutient une thèse à Bonn et obtient son doctorat le 17 octobre 1912. Sa thèse, Satyr- und Bakchennamen auf Vasenbildern est toujours considérée comme une référence.
Charlotte Fränkel est l'une des cinq femmes à avoir obtenu son doctorat en archéologie classique avant la Première Guerre mondiale (aux côtés de Margarete Bieber, Elvira Fölzer, Margret Heinemann (de) et Viktoria von Lieres und Wilkau (de)). Le 1er août 1914, elle réussit son examen pour devenir enseignante au lycée.
Elle épouse Georg Loeschcke en 1915. De 1917 à 1922, elle enseigne à Berlin puis, à partir de 1922, au premier institut d'études municipales de Berlin.
Elle est contrainte de prendre sa retraite le 1er septembre 1933, en vertu de l'article 3 de la loi sur le rétablissement de la fonction publique professionnelle pour « Nichtarischen Abstammung » (descendance non aryenne).

## Publications
- Korinthische Posse, in Rheinisches Museum no 67, 1912, p. 94–106.
- Satyr - und Bakchennamen auf Vasenbildern, Niemeyer, Halle, 1912.